# Bracon (charpente)
Pour les articles homonymes, voir Bracon (homonymie).
Un bracon, en charpente, est une pièce de bois inclinée reliant une panne à un poteau ou une autre panne. Il contribue au contreventement de l'ouvrage. On parle également d'« écharpe » ou d'« entretoises ».
Bracon est aussi un terme d'architecture hydraulique. Il désigne la poutre qui soutient les portes d'une écluse.
Le bracon (de bras) est aussi la pièce qui, dans une antenne parabolique, maintient la tête satellite au foyer de la parabole. Sur les grandes paraboles, le bracon peut être fait sous la forme d'un tripode, voire d'un quadripode, mais sur les antennes domestique pour la TV par satellite, un mécanisme simple, monopode, convient.